# 东庄镇 (莆田市)
东庄镇是中国福建省莆田市秀屿区下辖的一个镇。

## 历史沿革
东庄镇位于醴泉半岛，宋时称醴泉。半岛南部象山寺西侧不远处有一不大的泉，往昔周围的群众家有喜事办宴席或有办祭事活动，都去取水泡茶，故称醴泉，其半岛称醴泉半岛。相传宋末丞相陆秀夫与枫亭女子蔡荔娘结婚，生子陆钊。陆秀夫殉国后，陆秀夫衣冠葬于嵩山，被称衣冠冢。陆钊的次子玖伍为了弘扬和纪念祖父爱国的民族精神，从枫亭迁徙苍山（今东庄村）居住，此地在枫亭之东，故称东庄，其地名沿袭至今。
宋、元属感德乡；明、清属五区。民国十八年（1929年）设东庄乡。1988年10月称秀屿镇。2000年12月改称东庄镇。

## 行政区划
东庄镇共辖1个居委会及23个行政村，分别是：
营边社区、东红村、芳店村、石码村、西温村、塘边村、栖梧村、锦山村、东庄村、厝头村、苏厝村、苏田村、后江村、马厂村、石前村、石头村、石尾村、堤头村、白山村、东沁村、大象村、前云村、秀屿村和莆头村。